# 아나톨리아

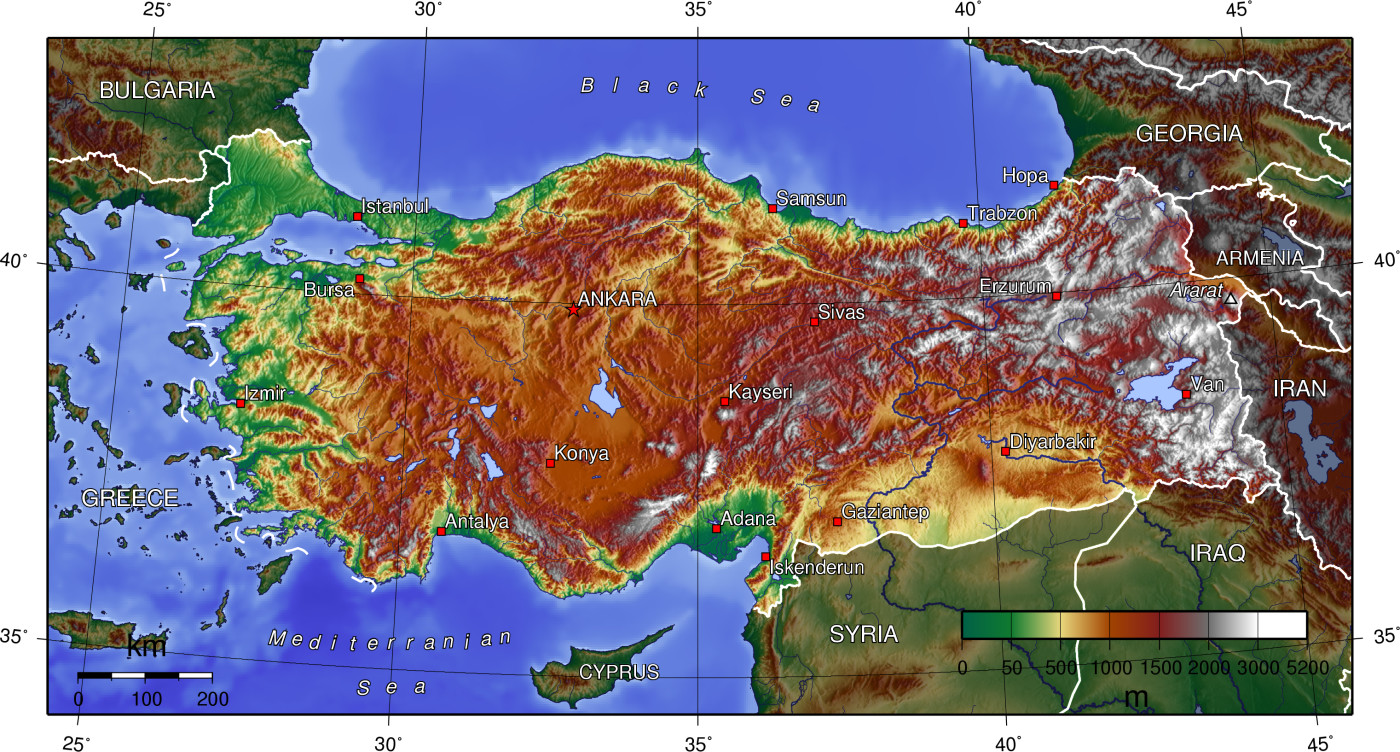
아나톨리아의 지형도

고대 아나톨리아의 지방들

아나톨리아(Anatolia, 그리스어: Aνατολή, 튀르키예어: Anadolu 아나돌루[*], 문화어: 아나또리아)는 서남아시아의 한 지역으로, 오늘날 튀르키예 영토에 해당하는 반도(半島)를 말한다. 아나톨리아는 이전에는 소아시아(Asia Minor, Μικρά Ασία)라고 불렸다. 한글성서에서는 소아시아를 아시아라고 번역했다.
반도 북쪽에는 흑해, 북동쪽에는 캅카스, 남동쪽에는 이란고원, 남쪽에는 지중해, 서쪽에는 에게해가 있다. 아나톨리아는 인류 역사에서 수많은 문명의 터전이었다. 아카드, 아시리아, 히타이트, 아르메니아, 로마, 셀주크 제국, 오스만 제국은 아나톨리아에 자리 잡았던 나라들이었다.
아시아와 유럽을 연결하는 입지 조건을 갖추고 있어 수많은 문화적 교류와 충돌의 장이 된 곳이기도 하다. 현재 튀르키예령의 아시아 측 흑해와 에게 해, 동지중해로 둘러싸여 서쪽으로 돌출한 반도가 되었다.
지역 대부분은 넓은 고원 지대이다. 아나톨리아 북쪽과 동쪽일수록 산이 더 험하다. 흑해와 에게 해가 이어지는 보스포루스 해협과 다르다넬스 해협 사이에 마르마라해가 있다. 마르마라 해 북쪽은 유럽 대륙이며, 보스포루스는 유럽과 아시아를 이어준다.
이 지역의 유구한 역사 덕분에 인구 역시 매우 다양하다. 아나톨리아 남동부에 주요 무슬림 소수 집단을 이루고 있는 쿠르드족, 아나톨리아 남쪽에 주로 사는 아랍인 외에도 아나톨리아 각지에는 알바니아인, 보스니아인, 유대인, 조지아인, 그리스인, 아르메니아인이 소수 집단을 이루어 살고 있다.
아나톨리아는 그리스어 아나톨레(Anatole)에서 유래했으며 '해가 뜨는 곳'이라는 뜻이다.

## 지도
| 가잔 열도갠지스강고다바리강고비 사막나일강류큐 열도남중국해노르웨이해뉴기니섬네푸드 사막다싱안링산맥다뉴브강동시베리아해동중국해동해둥베이 · 평원랍테프해룹알할리 사막레나강마다가스카르섬마리아나 제도마르마라해말레이반도메콩강몰디브 제도몽골고원바렌츠해바이칼호바탄 제도발리섬발트해발하시호백해베링해벵골만보르네오섬북극해북해볼가강북드비나강브라마푸트라강사할린섬샤오싱안링산맥세이셸 군도소코트라섬수마트라섬술라웨시섬스리랑카섬스칸디나비아반도스타노보이산맥스프래틀리 군도시나이반도새머리싱가포르섬아나톨리아아덴만아라비아반도아라비아해아라푸라해아랄해아무르강아조프해아프리카의 뿔안다만 제도알타이산맥알류샨 열도에게해예니세이강오가사와라 제도오만만오비강오스트레일리아오호츠크해우랄강우랄산맥유프라테스강이란고원인더스강인도 아대륙인디기르카강인도양 (북부)인도차이나반도일본 열도자와섬주강장강치롄산맥카라해카라코람카스피해캄차카반도캅카스산맥캐롤라인 · 제도콜리마강쿠릴 열도쿤룬산맥크리스마스섬타이만대만타클라마칸 사막북태평양톈산산맥통킹만티그리스강티모르섬티베트고원파라셀 제도파미르페르시아만페초라강프라타스섬필리핀 제도필리핀해하이난한반도항가이산맥호르무즈홋카이도홍해화베이 · 평원황하황해흑해히말라야산맥힌두스탄 · 평원힌두쿠시class=notpageimage\| 아시아의 주요 지리 |

## 이름
'아나톨리아'라는 이름은 그리스어 '아나톨레'(Aνατολή)에서 나온 말로, "동쪽" 혹은 문자 그대로 "해돋이"를 뜻하는 말이었다. 이 말이 지칭하는 지역은 시대에 따라 달랐으나, 원래 소아시아 해안의 이오니아 식민지를 일컫는 말이었던 것으로 보인다. 동로마 제국 시대에 중부 아나톨리아 고원에는 아나톨리콘 테마가 있었다.

## 역사
아나톨리아 지방에 사람이 거주해 살기 시작한 것은 약 1만 2000년 전으로 거슬러 올라간다. 아나톨리아 동남쪽 샨르우르파 시 북동쪽에 인류 최초의 도시인 괴베클리 테페가 건설된 것이다. 높은 언덕 위에 자리 잡은 이 신전 도시는 수렵・채집 시대의 유산으로, 농경이 시작되기 이전에 건설된 것이다.
이어서 약 9000년 전 중앙 아나톨리아 지방의 코니아 시 근처에 차탈회위크가 세워졌다. 차탈회위크인들은 선사시대 초기에 해당하는 농경 정착민이다. 그들은 가축을 사육하는 동시에 차탈회위크 일대의 풍요로운 늪 지대에서 수렵과 채집을 병행했으며 약 9000년 전부터 흑요석을 가공해 광역 판매망을 형성했다. 또한 그들은 100년 이상 된 가옥을 매몰하고 그 위에 새로운 집을 짓고 지붕으로 출입하는 방식으로 주택과 취락을 건설했다.
아나톨리아 지방에서 살았던 사람들은 양탄자를 짜고, 토기 및 공예 제품을 제조하는 기술뿐만 아니라, 물자 운반과 관련된 표시물이 있었던 것으로 보이며, 인근의 발전된 메소포타미아 문명과 교류가 있었던 것으로 추측되고 있다. 약 5000년 전을 전후로 이 지역 사람들은 에게해와 그리스 북부 지역을 거쳐 발칸반도로 이주해 갔으며, 청동기시대(약 4000년 전)을 전후로 도시국가를 형성하기 시작했다. 이 시기에 이 지역에서 히타이트 왕국이 일어섰다.
철기 전기시대(약 3200년 전)에 이르러 히타이트 문명의 도시들은 북쪽에서 들어온 다른 부족에 의해 정복되거나 파괴되는 운명에 놓였다. 약 3000년 전 이후에는 고대 그리스 동북부 지역 출신의 프리기아가 소아시아의 패권을 잡았다. 2700년 전 무렵부터는 고대 그리스 도시 국가들이 소아시아의 에게 해 연안에 숱한 식민 도시를 건설함으로써 고대 그리스 문명의 영향권에 들어갔다. 이와 때를 같이하여 페르시아 제국은 소아시아 내륙으로부터 세력을 확장해 고대 그리스 도시국가와 패권을 다투게 된다.
이후 알렉산드로스 대왕은 아나톨리아 지방을 통해 아케메네스조 페르시아를 정복한다. 이후 이 지역은 헬레니즘 세계에서 편입되어 아탈로스 왕조 또는 셀레우코스 제국의 지배를 받았다. 약 2100년 전부터 로마의 정복 활동이 시작되어, 아나톨리아 대부분은 로마 제국의 영토로 편입된다. 동서 로마 분열 이후, 아나톨리아는 동로마 제국의 지배를 받았다.
그러나 1071년 만지케르트 전투 이후에 튀르크인의 이슬람 문화가 점점 유입되어, 점차 튀르크화가 진행된다. 1299년 쇠위트에서 건국된 오스만 제국이 점차 세력을 확대해 동로마제국을 멸망시키고 아나톨리아를 장악했다. 1923년 오스만 제국이 멸망한 후, 튀르키예 공화국이 수립되면서 그리스와 튀르키예 간에 맺어진 그리스-튀르키예 인구 교환에 따라 아나톨리아에 살던 그리스인들이 추방되었다.

## 같이 보기
- 아이올리스
- 아나톨리아 가설
- 안티고노스 왕조
- 니케아 제국
- 트라페준타 제국
- 리카오니아
- 미다스
- 밀레토스
- 뮈라
- 펜타르키
- 루미
- 사도 요한
- 성 니콜라오스
- 사도 바울로
- 셀레우코스 제국
- 소아시아 일곱 교회
- 타르수스
- 트로아스
- 튀르크족의 이주